# Nyanza-Lac
Nyanza-Lac è un comune del Burundi situato nella provincia di Makamba con 112.752 abitanti (censimento 2008).

## Geografia antropica

### Suddivisioni amministrative
Il comune è suddiviso in 23 colline.